# Innocenty (Sokołow)
Innocenty, imię świeckie Konstantin Pawłowicz Sokołow (ur. 1 lutego?/13 lutego 1846 w eparchii moskiewskiej, zm. 14 sierpnia 1937 w Niemczinowce) – rosyjski biskup prawosławny.

## Życiorys
Był synem kapłana prawosławnego. Ukończył seminarium duchowne w Moskwie (1867). Następnie był nauczycielem szkoły duchownej przy Monasterze Pierierwińskim. W 1871 wyjechał na Ałtaj jako członek tamtejszej misji. 8 września 1873 został wyświęcony na kapłana. Służył w placówkach misyjnych na Ałtaju, od 1897 został dziekanem wszystkich cerkwi na jej terenie. W tym samym roku otrzymał godność protoprezbitera. 2 lutego 1902 złożył wieczyste śluby mnisze, przyjmując imię Innocenty. W tym samym roku został podniesiony do godności archimandryty. Był zastępcą kierownika misji na Ałtaju.
3 kwietnia 1905 w soborze Narodzenia Matki Bożej w Tomsku został wyświęcony na biskupa bijskiego, wikariusza eparchii tomskiej, przez biskupa tomskiego Makarego i biskupa jakuckiego Makarego. Został wówczas naczelnikiem misji ałtajskiej i kierował nią do końca jej istnienia. W 1919 został ordynariuszem nowo powołanej eparchii bijskiej i po 1920 otrzymał godność arcybiskupią. W 1922 został aresztowany i uwięziony w Bijsku, opuścił więzienie po dziewięciu miesiącach. W lutym 1923 trafił do więzienia ponownie i oskarżony o współudział (razem z innymi biskupami) we wzywaniu ludności do walki przeciwko bolszewikom. Z uwagi na jego zły stan zdrowia nie został skazany, a jedynie zmuszony do zamieszkania w Moskwie bez prawa wyjazdu. Osiedlił się w monasterze Nikoło-Ugrieskim razem z byłym metropolitą moskiewskim Makarym, również dawnym misjonarzem na Ałtaju. Następnie przeniósł się do mieszkania swojego syna Nikołaja do wsi Niemczinowka pod Moskwą. Tam też w 1937 zmarł. Jego pogrzebowi przewodniczył metropolita niżnonowogrodzki i arzamaski Sergiusz.
W 1992 został całkowicie zrehabilitowany.
Jego synowie Aleksiej, Nikołaj i Iwan również zostali duchownymi prawosławnymi.